# Landtag (SBZ)
Die Landtage waren die Landesparlamente der 1945 wiedererrichteten Länder in der SBZ und DDR von 1946 bis zur Auflösung der Länder 1952. Erst mit der Wiedervereinigung wurden die Länder wiederhergestellt und neue Landtage gewählt.

## Vorgeschichte
Um den Wiederaufbau der staatlichen Ordnung nach dem Zweiten Weltkrieg in den Ländern der Sowjetischen Besatzungszone im Sinne eines Aufbaus des Sozialismus zu ermöglichen, wurden Mitte 1946 durch die Sowjetische Militäradministration in Deutschland (SMAD) jeweils Beratende Versammlungen einberufen.
Gemäß dem Potsdamer Abkommen vom 2. August 1945 wurde diese Beratende Versammlung 1946 durch gewählte Parlamente ersetzt.

## Wahlen
Die ersten Landtagswahlen fanden am 20. Oktober 1946 statt. Es handelte sich um halbfreie Wahlen. Die Wahlen waren zwar selbst frei und geheim. Jedoch nahm die Besatzungsbehörde und die SED erheblichen Einfluss auf Wahlkampf und die Zulassung der Parteien und Kandidaten.
Die zweiten Landtagswahlen fanden ein Jahr nach der Gründung der DDR am 15. Oktober 1950 statt. Es handelte sich um unfreie Wahlen. Die Abgeordneten wurden anhand einer Einheitsliste der Nationalen Front bestimmt; die „Wahlergebnisse“ standen somit im Wesentlichen bereits vorher fest.

## Auflösung
Bereits 1949 verloren die Institutionen des Landes mit Gründung der DDR weitgehend ihre Funktionen. 1952 wurden die Länder im Rahmen der Verwaltungsreform in der DDR gänzlich aufgelöst und in 14 Bezirke eingeteilt. An dieser Auflösung waren die Landtage nicht beteiligt. Ihre verbliebenen Aufgaben gingen auf die Bezirkstage über.

## Landtage
- Beratende Versammlung (Brandenburg)
- Beratende Versammlung (Mecklenburg-Vorpommern)
- Beratende Versammlung (Sachsen)
- Beratende Versammlung (Sachsen-Anhalt)
- Beratende Landesversammlung (Thüringen)
- Landtag Brandenburg (1946–1952)
- Landtag Mecklenburg-Vorpommern (1946–1952)
- Sächsischer Landtag (1946–1952)
- Landtag Sachsen-Anhalt (1946–1952)
- Thüringer Landtag (1946–1952)